# Icafalău, Covasna
Icafalău (maghiară Ikafalva) este un sat în comuna Cernat din județul Covasna, Transilvania, România. Se află în partea central-estică a județului,  în Depresiunea Târgu Secuiesc, la poalele vestice ale munților Bodoc.